# Trachycladida
Trachycladida is een orde van sponsdieren uit de klasse van de Demospongiae (gewone sponzen).

## Familie
- Trachycladidae Hallmann, 1917